# 滇微蟹蛛
滇微蟹蛛（学名：Lysiteles dianicus）为蟹蛛科微蟹蛛属的动物。在中国大陆，分布于云南等地。该物种的模式产地在云南。